# Покровський сквер (Ростов-на-Дону)
Покровський сквер (рос. Покровский сквер) — один із скверів Ростова-на-Дону, розташований в центрі міста. До 2003 року називався Кіровським.

## Історія

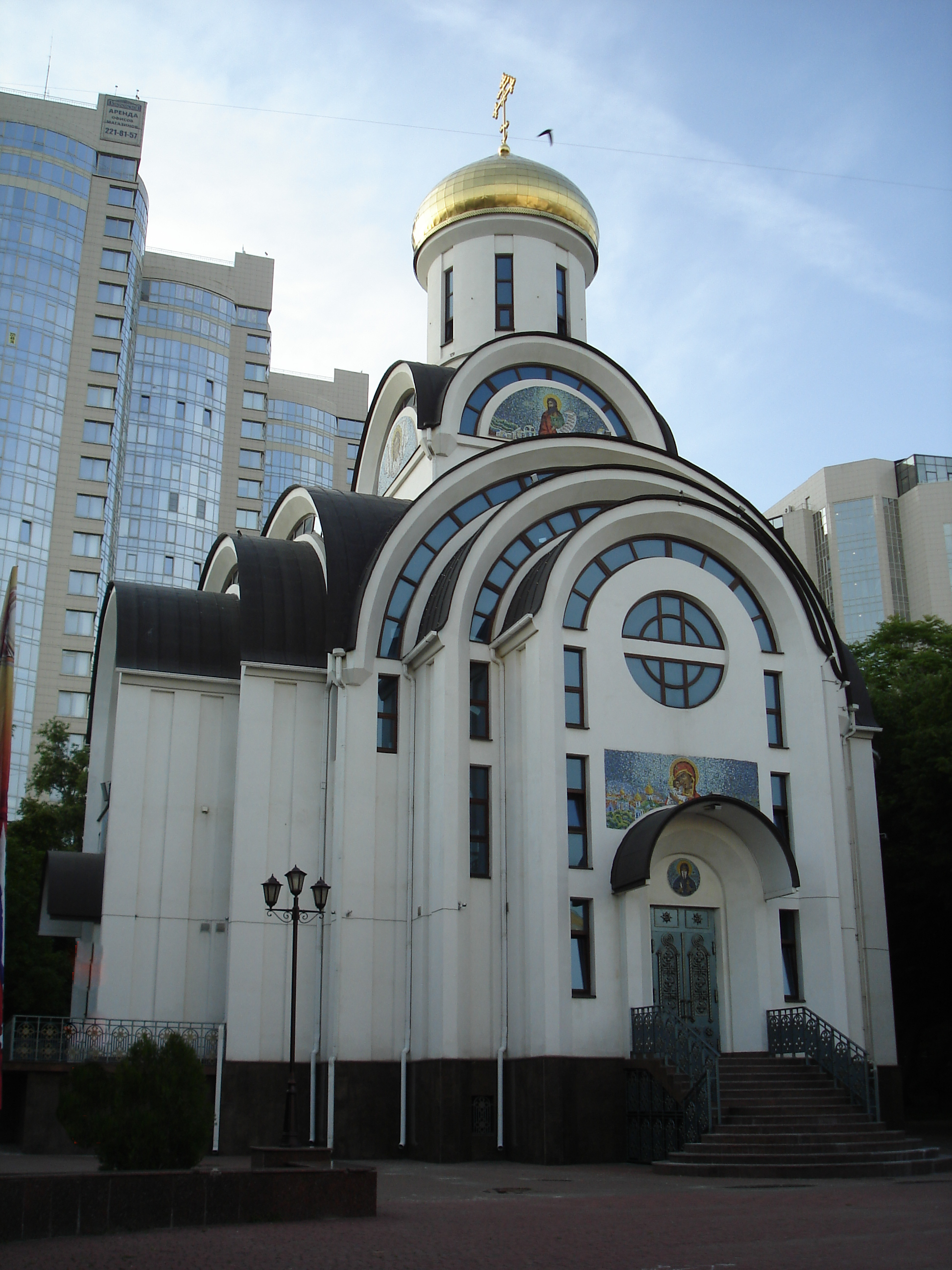
Покровський храм

У 1897 році під керівництвом та на пожертви ростовського купця Георгія Гавриловича Пустовойтова у червоній лінії Богатяновского проспекту, в західній частині Покровського скверу, було розпочато будівництво кам'яної Новопокровської церкви, яка була освячена 22 травня 1909 року. У роки радянської влади вона була закрита, в 1930-х роках зруйнована і на її місці був встановлений пам'ятник Сергію Мироновичу Кірову роботи скульптора Зиновія Віленського та архітектора Віктора Барінова. У 2003 році пам'ятник Кірову перемістили з парку на кут Кіровського проспекту і вулиці Пушкінській. У лютому 2005 року було закладено камінь в відновлюваний Покровський храм. Храм, побудований за проектом архітектора Геннадія Шевченка, отримав назву Старо-Покровського і був освячений 11 листопада 2007 року. Незадовго до освячення храму, 25 червня 2007 року, на території скверу перед храмом в Покровському був відкритий пам'ятник імператриці Єлизаветі Петрівні (автор пам'ятника — скульптор Сергій Олешня).
У Покровському сквері встановлено пам'ятник першому водопроводу — бронзова скульптура жінки в одязі XIX століття набирає воду з колонки.
У 2009 році Покровський сквер був визнаний кращим об'єктом озеленення Ростова-на-Дону.